# Rezerwat przyrody Gerlachovské skaly
Rezerwat przyrody Gerlachovské skaly (słow. Prírodná rezervácia Gerlachovské skaly) – rezerwat przyrody w północno-zachodniej części Krasu Słowacko-Węgierskiego na Słowacji. Powierzchnia: 21,73 ha. Leży w całości w granicach Parku Narodowego Kras Słowacki.

## Położenie
Rezerwat leży w powiecie Rożniawa w kraju koszyckim, ok. 1,5 km na południowy zachód od wsi Rožňavské Bystré. Obejmuje północny skraj Płaskowyżu Pleszywskiego – najlepiej wykształconego płaskowyżu Krasu Słowacko-Węgierskiego.

## Ukształtowanie terenu
Granice rezerwatu obejmują obszar stromych, kamienistych zboczy, usypisk i wysokich na 30 m wapiennych ścian skalnych, opadających ku północy, wraz z fragmentem przylegających do nich łąk na płaskim skraju płaskowyżu i otaczających je bukowych lasów. Najwyższym punktem na terenie rezerwatu jest szczyt Gerlašskiej Skały (752 m n.p.m.). W jej otoczeniu znajduje się kilka jaskiń krasowych, m.in. Šingliarova priepasť (jedna z najgłębszych jaskiń płaskowyżu), Gerlašská jaskyňa, Gerlašská pašeracká jaskyňa, Gerlašská svahová jaskyňa, Bujakova priepasť.

## Historia
Rezerwat został powołany w 1981 r., nowelizacja nastąpiła w 2003 r. Nazwa rezerwatu „Gerlachovské skaly” (zamiast „Gerlašské skaly” lub „Gerlašská skala”) jest wynikiem zwykłej pomyłki w redakcji powołującego go dokumentu.

## Przedmiot ochrony
Rezerwat został powołany w celu ochrony bogato urzeźbionego fragmentu obrzeża płaskowyżu krasowego z licznymi jaskiniami, cennych zespołów roślinnych wapieniolubnych i ciepłolubnych oraz górskich z występującymi w nich rzadkimi i zagrożonymi gatunkami flory oraz z żyjącymi w ich otoczeniu gatunkami zwierząt (głównie gniazdujących tu ptaków oraz chroniących się w jaskiniach nietoperzy).

## Turystyka
Przez teren rezerwatu biegną znakowane szlaki turystyczne: niebieski  ze Szczytnika przez rozdroże pod Gerlašską Skałą i dalej przez cały płaskowyż do Pleszywca oraz zielony  z Rakovnicy do wspomnianego rozdroża. Wierzchołek Gerlašskiej Skały jest dostępny – biegnie nań krótki szlak dojściowy.